# Göran Jacobsson
Göran Sigurd Jacobsson, född 28 februari 1937, är en svensk slavist och före detta diplomat. 
Jacobsson disputerade 1969 vid Göteborgs universitet. Under sina studier var Jacobsson även aktiv i Göteborgs socialdemokratiska studentförening, för vilken han satt i styrelsen 1957-1958. 
1993-1996 var han minister vid Sveriges ambassad i Belgrad (Jugoslavien). 1996-2000 var han ambassadör vid Sveriges ambassad i Kiev (Ukraina).